# Mistrzostwa Świata w Biegu na Orientację 2001
Mistrzostwa Świata w Biegu na Orientację 2001 – odbyły się w dniach 29 lipca-4 sierpnia 2001 roku w Tampere, Finlandia. Zawody odbyły się w czterech konkurencjach: sprint, dystans krótki, dystans klasyczny i sztafety.

## Wyniki
| Sprint                                                              | Sprint    | Sprint          | Sprint  |
| ------------------------------------------------------------------- | --------- | --------------- | ------- |
| Parametry trasy: 2,6 km, 12 punktów kontrolnych, 60 m przewyższenia |           |                 |         |
| Miejsce                                                             | Kraj      | Imię i nazwisko | Czas    |
| 1                                                                   | Szwecja   | Jimmy Birklin   | 10:55,9 |
| 2                                                                   | Finlandia | Pasi Ikonen     | 11:06,1 |
| 3                                                                   | Szwecja   | Jörgen Olsson   | 11:09,7 |

| Krótki dystans                                                       | Krótki dystans | Krótki dystans  | Krótki dystans |
| -------------------------------------------------------------------- | -------------- | --------------- | -------------- |
| Parametry trasy: 4,1 km, 15 punktów kontrolnych, 170 m przewyższenia |                |                 |                |
| Miejsce                                                              | Kraj           | Imię i nazwisko | Czas           |
| 1                                                                    | Finlandia      | Pasi Ikonen     | 23:41          |
| 2                                                                    | Norwegia       | Tore Sandvik    | 24:02          |
| 3                                                                    | Norwegia       | Jörgen Rostrup  | 24:15          |

| Klasyczny dystans                                                     | Klasyczny dystans | Klasyczny dystans    | Klasyczny dystans |
| --------------------------------------------------------------------- | ----------------- | -------------------- | ----------------- |
| Parametry trasy: 14,4 km, 26 punktów kontrolnych, 500 m przewyższenia |                   |                      |                   |
| Miejsce                                                               | Kraj              | Imię i nazwisko      | Czas              |
| 1                                                                     | Norwegia          | Jörgen Rostrup       | 1:29:43           |
| 2                                                                     | Finlandia         | Jani Lakanen         | 1:30:17           |
| 3                                                                     | Norwegia          | Carl Henrik Björseth | 1:31:58           |

| Sztafety                                                                       | Sztafety  | Sztafety                                                            | Sztafety |
| ------------------------------------------------------------------------------ | --------- | ------------------------------------------------------------------- | -------- |
| Parametry tras: 5,8–8,6 km, 19-25 punktów kontrolnych, 200–280 m przewyższenia |           |                                                                     |          |
| Miejsce                                                                        | Kraj      | Imię i nazwisko                                                     | Czas     |
| 1                                                                              | Finlandia | Jani Lakanen Jarkko Huovila Juha Peltola Janne Salmi                | 2:48:53  |
| 2                                                                              | Norwegia  | Bernt Björnsgaard Carl Henrik Björseth Tore Sandvik Björnar Valstad | 2:50:59  |
| 3                                                                              | Czechy    | Michal Horáček Michal Jedlicka Radek Novotný Rudolf Ropek           | 2:52:25  |

| Sprint                                                              | Sprint     | Sprint            | Sprint  |
| ------------------------------------------------------------------- | ---------- | ----------------- | ------- |
| Parametry trasy: 2,2 km, 10 punktów kontrolnych, 40 m przewyższenia |            |                   |         |
| Miejsce                                                             | Kraj       | Imię i nazwisko   | Czas    |
| 1                                                                   | Szwajcaria | Vroni König-Salmi | 10:54,9 |
| 2                                                                   | Finlandia  | Johanna Asklöf    | 11:00,5 |
| 3                                                                   | Szwajcaria | Simone Luder      | 11:01,9 |

| Krótki dystans                                                       | Krótki dystans | Krótki dystans  | Krótki dystans |
| -------------------------------------------------------------------- | -------------- | --------------- | -------------- |
| Parametry trasy: 3,6 km, 11 punktów kontrolnych, 250 m przewyższenia |                |                 |                |
| Miejsce                                                              | Kraj           | Imię i nazwisko | Czas           |
| 1                                                                    | Norwegia       | Hanne Staff     | 25:41          |
| 2                                                                    | Szwecja        | Jenny Johansson | 25:54          |
| 3                                                                    | Szwecja        | Gunilla Svärd   | 25:58          |

| Klasyczny dystans                                                    | Klasyczny dystans | Klasyczny dystans | Klasyczny dystans |
| -------------------------------------------------------------------- | ----------------- | ----------------- | ----------------- |
| Parametry trasy: 9,8 km, 17 punktów kontrolnych, 390 m przewyższenia |                   |                   |                   |
| Miejsce                                                              | Kraj              | Imię i nazwisko   | Czas              |
| 1                                                                    | Szwajcaria        | Simone Luder      | 1:14:57           |
| 2                                                                    | Finlandia         | Marika Mikkola    | 1:15:00           |
| 3                                                                    | Finlandia         | Reeta Kolkkala    | 1:15:43           |

| Sztafety                                                                       | Sztafety  | Sztafety                                                         | Sztafety |
| ------------------------------------------------------------------------------ | --------- | ---------------------------------------------------------------- | -------- |
| Parametry tras: 4,8–5,9 km, 14-19 punktów kontrolnych, 180–200 m przewyższenia |           |                                                                  |          |
| Miejsce                                                                        | Kraj      | Imię i nazwisko                                                  | Czas     |
| 1                                                                              | Finlandia | Reeta Kolkkala Liisa Anttila Marika Mikkola Johanna Asklöf       | 2:27:01  |
| 2                                                                              | Szwecja   | Katarina Allberg Jenny Johansson Cecilia Nilsson Gunilla Svärd   | 2:41:00  |
| 3                                                                              | Norwegia  | Birgitte Husebye Linda Antonsen Ingvaldsen Elisabeth Hanne Staff | 2:41:00  |